# Laureano Figuerola
Laureano Figuerola (Calaf, 4 luglio 1816 – Madrid, 28 febbraio 1903) è stato un economista e politico spagnolo fece parte del Governo provvisorio del 1868 in Spagna.

## Biografia
Laureano Figuerola y Ballesteros, liberale repubblicano, laureato in giurisprudenza all'Università Centrale di Barcellona, fu il fondatore della Società Libera di Economia Politica  insieme a Pastor, Rodríguez, Colmeiro, Echegaray, Moret e altri. Questa istituzione propugnava, attraverso il suo organo di stampa El Economista, l'abbattimento dei dazi, la libera circolazione delle merci e l'abolizione della schiavitù la cui legge sarà approvata solo durante la Prima Repubblica spagnola.
Tenne le cattedre di economia politica, diritto politico e amministrativo e legislazione mercantile all'Università di Barcellona nel 1851 e in quella Centrale di Madrid nel 1853.
Era amico personale di Juan Prim. Fece parte del Governo provvisorio del 1868 presieduto da Francisco Serrano.
Fu il primo presidente eletto della Institución Libre de Enseñanza (ILE) nel 1876 di cui fece anche parte del Consiglio facoltativo insieme a Nicolás Salmerón, Joaquín Costa, Francisco Giner de los Ríos e altri.
Fu accademico di Scienze morali e politiche dal 1898 fino alla sua morte. Oltre che un importante economista del suo tempo fu anche un letterato e saggista.
Il 22 gennaio del 1903 gli fu conferita la Gran Croce dell'Ordine di Alfonso XII

## Opere
- Causas que contribuyeron a dar a Roma el dominio del mundo antiguo (1852)
- Guía legislativa e inspectiva de instrucción primaria (1844)
- Estadística de Barcelona en 1849 (1849)
- Organización política de los Estados (1854)
- La reforma arancelaria de 1869 (1879)
- La ciencia del Derecho en las formas sucesivas de su desenvolvimiento y su estudio en las Universidades (1865)
- Filosofía del trabajo (1861)
- Cuestiones que entraña el problema social (1878)
- Conveniencia e inconveniencia de la libertad de comercio, atendidas las actuales condiciones de España (1884)
- El crédito agrícola (1887)
- Valor económico de España (1894) y El socialismo en Suiza y Francia (1894)

fonte: Diccionario crítico de Juristas españoles, portugueses y latinoamericanos de L. A. Séneca a 2005 Editado por Manuel J. Peláez Albendea